# Sean Gelael
Muhammad Sean Ricardo Gelael (Yakarta, Indonesia; 1 de noviembre de 1996), más conocido como Sean Gelael, es un piloto de automovilismo indonesio. Compite en carreras de resistencia y ha participado en entrenamientos libres de Fórmula 1 con la Scuderia Toro Rosso.

## Carrera

### Inicios
Sean comenzó su carrera automovilística en su continente natal, compitiendo en Fórmula Pilota China en 2012. Terminó su temporada de debut cuarto en la clasificación general. Corrió para el equipo BVM en la última ronda de la temporada de Fórmula Abarth 2012 en Monza.

### Campeonato Europeo de Fórmula 3 de la FIA

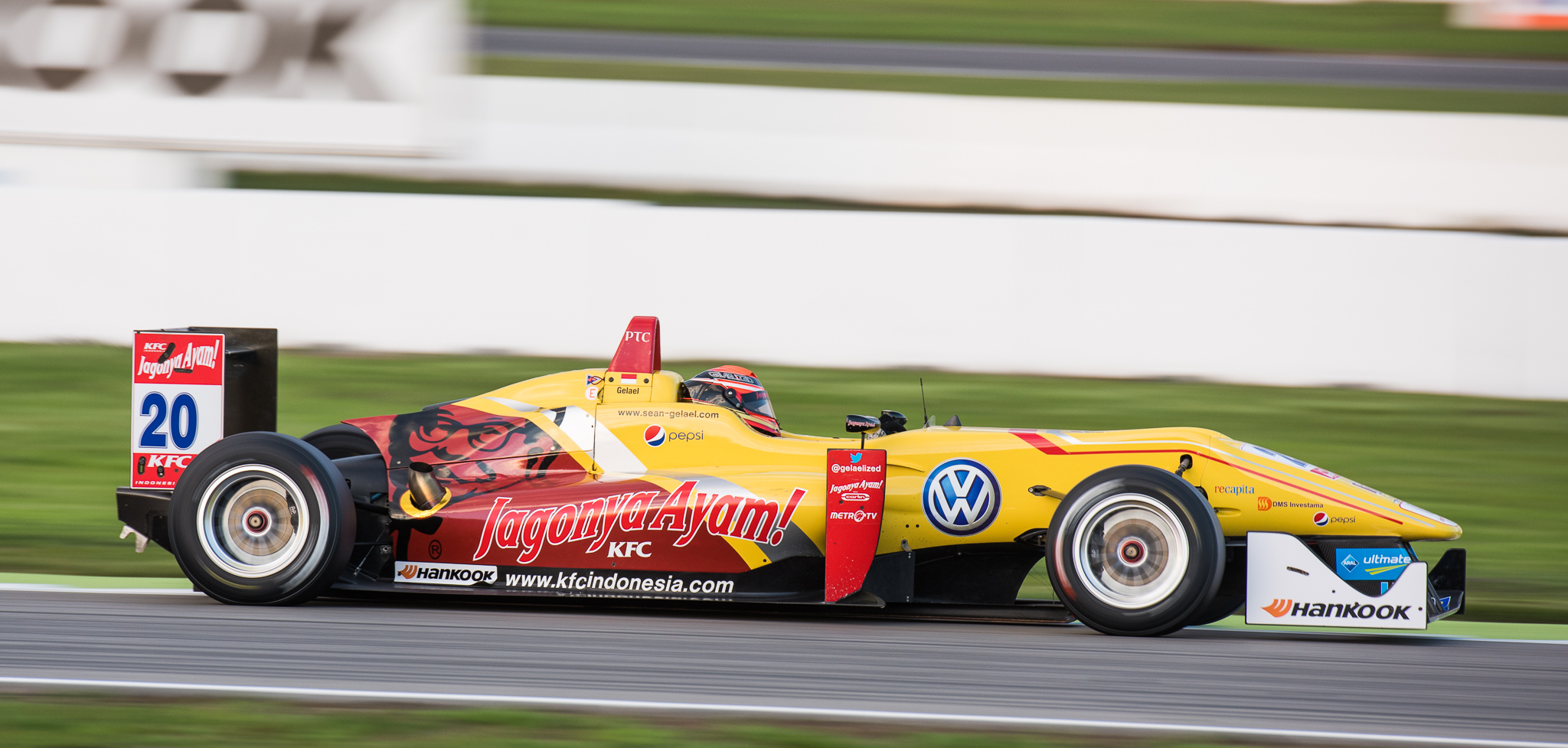
Sean Gelael en Hockenheimring 2014.

Participó en el Campeonato Europeo de Fórmula 3 de la FIA en 2013, uniéndose al equipo Double R Racing. En 2014, firmó con Carlin para la temporada 2014, anotando su primer punto en el campeonato, terminando 10º ganando 1 punto en el Gran Premio de Pau. Terminó la temporada en la posición 18 con 25 puntos.
También compitió en Fórmula 3 Británica junto a Antonio Giovinazzi. Consiguió su primer podio Silverstone al terminar tercero en la segunda carrera. Terminó octavo en el campeonato.

### Fórmula Renault 3.5
El 20 de enero de 2015, se anunció que competirá en la temporada 2015 de Fórmula Renault 3.5, en el equipo Carlin junto Tom Dillmann.

### GP2 Series
Gelael debutó en GP2 Series con Carlin Motorsport en Hungría los días 24 y 26 de julio de 2015, finalizando 18º en la carrera principal y 20º en la carrera de velocidad.
En 2016, pasó a Campos Racing, teniendo de compañero a Mitch Evans. En Cataluña, Gelael terminó decimonoveno en la carrera de largada que comenzó en el puesto 22 en la parrilla. Obtuvo su primer podio en Spielberg, Austria, donde terminó en segundo lugar junto a Evans, que ganó la carrera.

### Campeonato de Fórmula 2 de la FIA
Para 2017, Gelael pasó al equipo Pertamina Arden, junto a Norman Nato. Perdió la batalla del equipo, terminando en puntos solo en cuatro carreras.

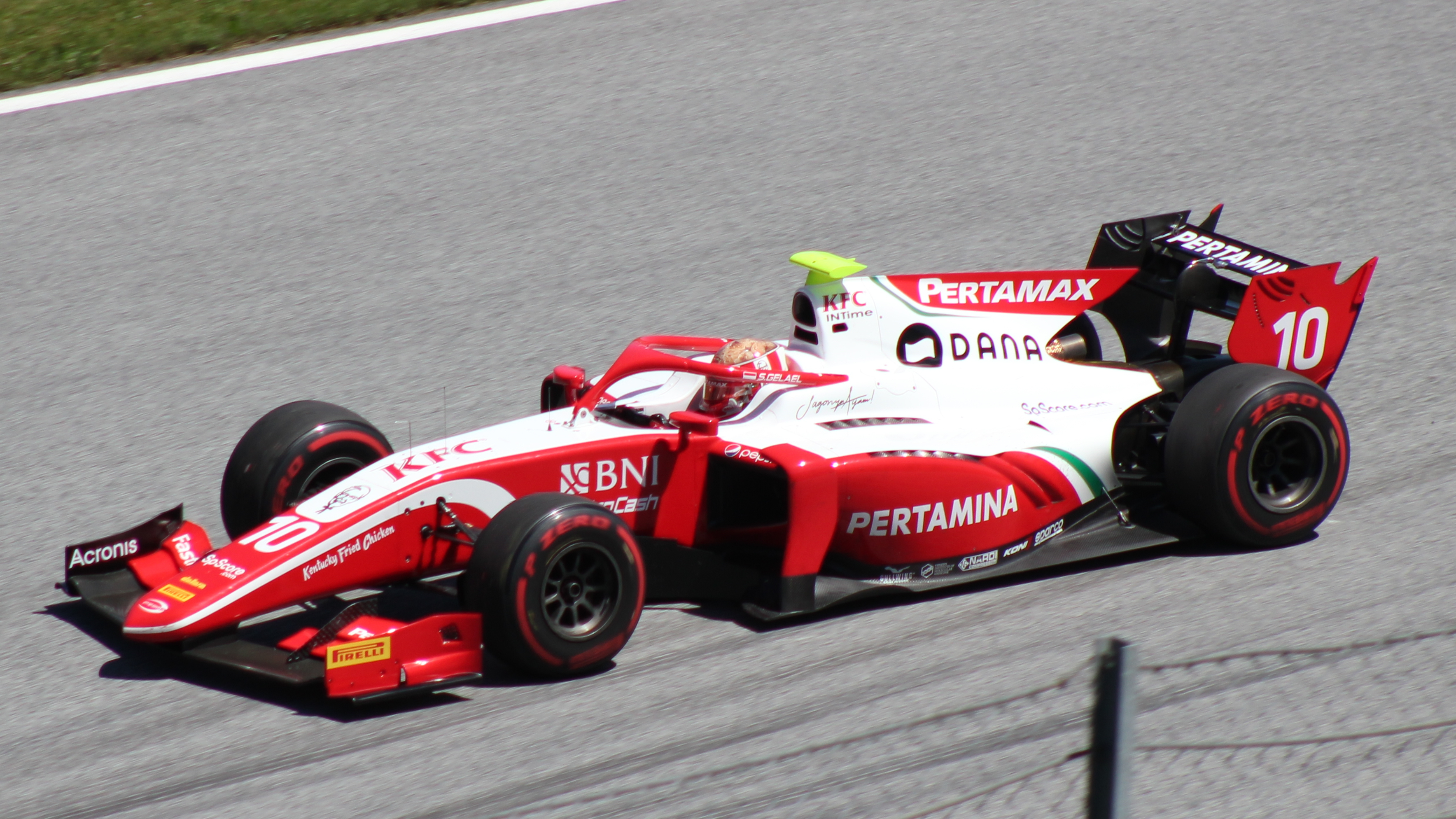
Gelael en la temporada 2019 del Campeonato de Fórmula 2 de la FIA.

En 2018 pasó a Prema. Consiguió su primer podio en la carrera larga de la ronda de Mónaco, y terminó 15.º el campeonato, mientras que su coequiper Nyck de Vries terminó 4.º. Renovó contrato con el equipo para la temporada 2019, esta vez como compañero del campeón de Fórmula 3 Europea Mick Schumacher. En las 6 fechas de esta temporada, el indonesio sumó un total de 11 puntos, contra más de 20 de su compañero. En la ronda de Silverstone, se retiró luego la clasificación, debido a una «cuestión de principios», tras recibir una sanción por un choque con Louis Delétraz en los entrenamientos. Luego de su ausencia en la ronda británica, volvió a sumar puntos en Monza y Sochi con un noveno y séptimo puesto respectivamente. Finalizó decimoséptimo en el Campeonato de Pilotos, logrando un total de 15 puntos. Tres días después de finalizar la temporada, Gelael firmó contrato con la escudería DAMS junto a Dan Ticktum para la temporada 2020.
En su primer año con DAMS, estuvo en la zona de puntos en dos ocasiones, en la segunda ronda en Spielberg con un décimo y séptimo puesto respectivamente. En la carrera larga de Barcelona sufrió la fractura de una vértebra al pisar un bordillo del circuito. La recuperación llevó seis semanas y se vio obligado a perderse las rondas posteriores. Su sustituto fue el estonio Jüri Vips. Regresó a su asiento en Sakhir.

### Fórmula 1

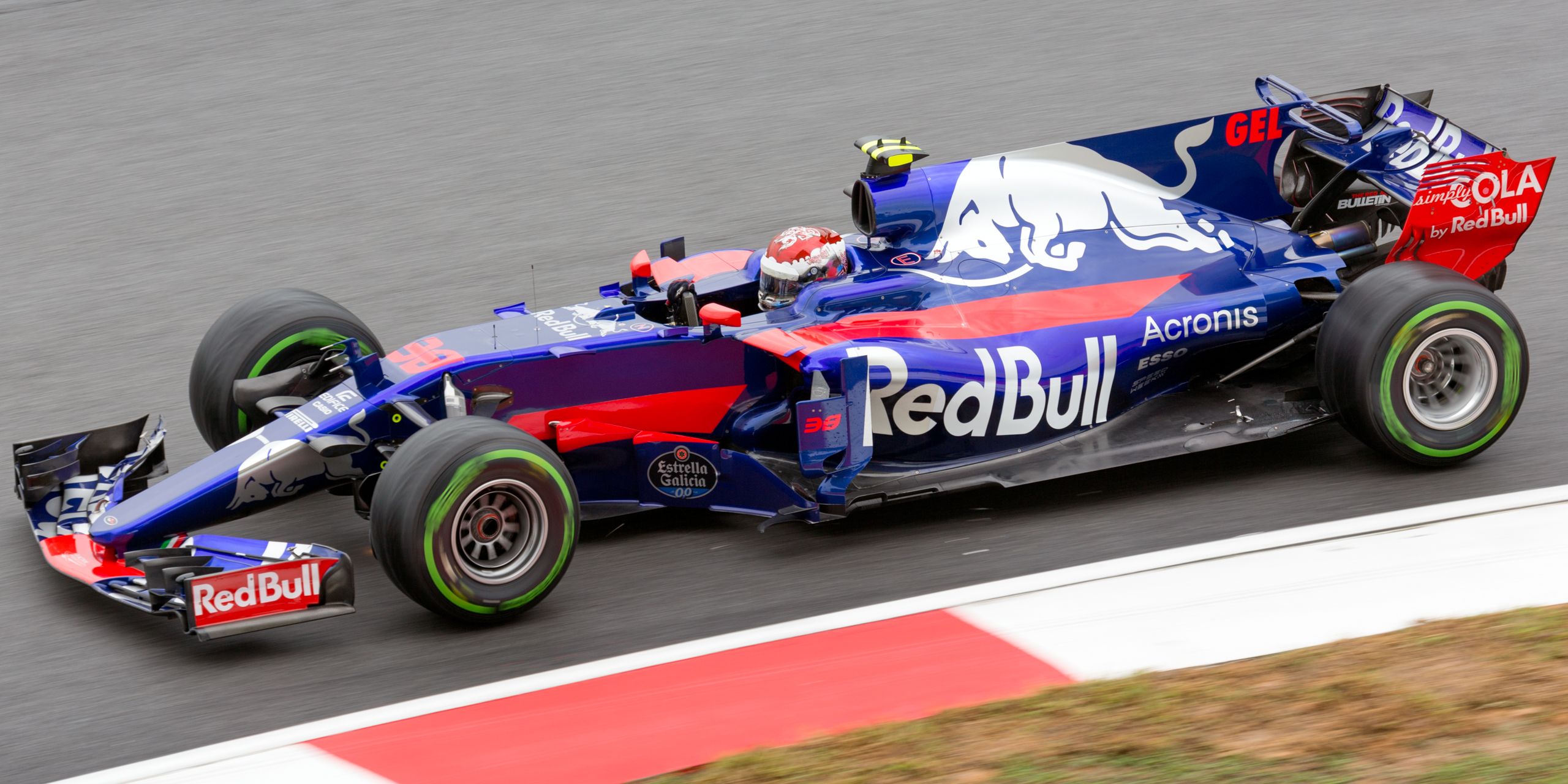
Gelael manejando para Toro Rosso durante los entrenamientos libres del Gran Premio de Malasia de 2017.

Gelael fue contratado por Scuderia Toro Rosso para participar de los entrenamientos libres durante la temporada 2017 de Fórmula 1, en el Gran Premio de Singapur, Malasia, Estados Unidos y México. Al año siguiente hizo lo mismo, pero solo en Estados Unidos.
En 2019, volvió a probar para Toro Rosso en los entrenamientos postemporada.

### Resistencia
Tras abandonar la F2, Gelael dirigió su carrera hacia la resistencia. Logró dos subcampeonatos en la clase LMP2 del Campeonato Mundial de Resistencia, en 2021 con Jota Sport y en 2022 con WRT. También fue subcampeón de la Asian Le Mans Series LMP2 de 2021.
En 2024, pasó a la nueva clase LMGT3 del mundial, con BMW.

## Resumen de carrera
| Temporada | Categoría                                                 | Equipo                          | Carreras          | Victorias         | Poles             | VR                | Podios            | Puntos            | Pos.              |
| --------- | --------------------------------------------------------- | ------------------------------- | ----------------- | ----------------- | ----------------- | ----------------- | ----------------- | ----------------- | ----------------- |
| 2012      | Fórmula Pilota China                                      | Eurasia Motorsport              | 18                | 1                 | 1                 | 2                 | 6                 | 132               | 4.º               |
| 2012      | Fórmula Abarth                                            | BVM                             | 3                 | 0                 | 0                 | 0                 | 0                 | 0                 | NC†               |
| 2013      | Campeonato Europeo de Fórmula 3 de la FIA                 | Double R Racing                 | 30                | 0                 | 0                 | 0                 | 0                 | 0                 | 28.º              |
| 2013      | Fórmula 3 Británica                                       | Double R Racing                 | 12                | 0                 | 0                 | 1                 | 3                 | 78                | 8.º               |
| 2013      | Masters de Fórmula 3                                      | Double R Racing                 | 1                 | 0                 | 0                 | 0                 | 0                 | 0                 | NC                |
| 2014      | Campeonato Europeo de Fórmula 3 de la FIA                 | Carlin                          | 33                | 0                 | 0                 | 0                 | 0                 | 25                | 18.º              |
| 2014      | Fórmula 3 Británica                                       | Carlin                          | 3                 | 0                 | 0                 | 0                 | 3                 | 0                 | NC†               |
| 2015      | Fórmula Renault 3.5                                       | Carlin                          | 17                | 0                 | 0                 | 0                 | 0                 | 7                 | 19.º              |
| 2015      | GP2 Series                                                | Carlin                          | 9                 | 0                 | 0                 | 0                 | 0                 | 0                 | 30.º              |
| 2015-16   | Asian Le Mans Series                                      | Eurasia                         | 2                 | 2                 | 1                 | 0                 | 2                 | 51                | 3.º               |
| 2016      | GP2 Series                                                | Pertamina Campos Racing         | 22                | 0                 | 0                 | 0                 | 1                 | 24                | 15.º              |
| 2016      | European Le Mans Series                                   | SMP Racing                      | 1                 | 0                 | 0                 | 0                 | 0                 | 10                | 24.º              |
| 2016      | Campeonato Mundial de Resistencia de la FIA - LMP2        | Extreme Speed Motorsports       | 3                 | 0                 | 0                 | 0                 | 1                 | 40                | 12.º              |
| 2017      | Campeonato de Fórmula 2 de la FIA                         | Pertamina Arden                 | 22                | 0                 | 0                 | 0                 | 0                 | 17                | 15.º              |
| 2017      | Fórmula 1                                                 | Scuderia Toro Rosso             | Piloto de pruebas | Piloto de pruebas | Piloto de pruebas | Piloto de pruebas | Piloto de pruebas | Piloto de pruebas | Piloto de pruebas |
| 2018      | Campeonato de Fórmula 2 de la FIA                         | PERTAMINA PREMA Theodore Racing | 24                | 0                 | 0                 | 0                 | 1                 | 29                | 15.º              |
| 2018      | Fórmula 1                                                 | Red Bull Toro Rosso Honda       | Piloto de pruebas | Piloto de pruebas | Piloto de pruebas | Piloto de pruebas | Piloto de pruebas | Piloto de pruebas | Piloto de pruebas |
| 2019      | Campeonato de Fórmula 2 de la FIA                         | PREMA Racing                    | 22                | 0                 | 0                 | 0                 | 0                 | 15                | 17.º              |
| 2019      | Fórmula 1                                                 | Red Bull Toro Rosso Honda       | Piloto de pruebas | Piloto de pruebas | Piloto de pruebas | Piloto de pruebas | Piloto de pruebas | Piloto de pruebas | Piloto de pruebas |
| 2020      | Campeonato de Fórmula 2 de la FIA                         | DAMS                            | 16                | 0                 | 0                 | 0                 | 0                 | 3                 | 21.º              |
| 2021      | Asian Le Mans Series - LMP2                               | Jota Sport                      | 4                 | 2                 | 0                 | 0                 | 3                 | 78                | 2.º               |
| 2021      | Campeonato Mundial de Resistencia de la FIA - LMP2        | Jota Sport                      | 6                 | 0                 | 0                 | 0                 | 5                 | 131               | 2.º               |
| 2021      | European Le Mans Series - LMP2                            | Jota Sport                      | 1                 | 0                 | 0                 | 0                 | 1                 | 0                 | NC†               |
| 2022      | Campeonato Mundial de Resistencia de la FIA - LMP2        | WRT                             | 6                 | 3                 | 0                 | 1                 | 4                 | 116               | 2.º               |
| 2022-23   | 24H GT Series Middle East Trophy - GT3                    | Monster VR46 with Team WRT      | 1                 | 0                 | 0                 | 0                 | 1                 | 0                 | NC†               |
| 2023      | Campeonato Mundial de Resistencia de la FIA - LMP2        | Team WRT                        | 7                 | 0                 | 0                 | 0                 | 2                 | 94                | 4.º               |
| 2023      | Campeonato de Asia-Pacífico de Rally - Copa Rally de Asia | Jagonya Ayam                    | 2                 | 1                 | N/A               | N/A               | 1                 | 43                | 2.º               |
| 2023-24   | Asian Le Mans Series - GT                                 | Project 1                       | 2                 | 0                 | 0                 | 0                 | 0                 | 12                | 19.º              |
| 2023-24   | Asian Le Mans Series - GT                                 | Saintéloc Racing                | 1                 | 0                 | 0                 | 0                 | 0                 | 12                | 19.º              |
| 2023-24   | Middle East Trophy - GT3                                  | Century Motorsport              | 1                 | 0                 | 0                 | 0                 | 0                 | 0                 | NC†               |
| 2024      | Campeonato Mundial de Resistencia de la FIA - LMGT3       | Team WRT                        | 8                 | 1                 | 0                 | 0                 | 2                 | 85                | 4.º               |
| 2024      | GT World Challenge Europe Sprint Cup                      | Team WRT                        | 2                 | 0                 | 0                 | 0                 | 0                 | 0                 | NC                |
| 2025      | Campeonato Mundial de Resistencia de la FIA - LMGT3       | United Autosports               | Disputándose      | Disputándose      | Disputándose      | Disputándose      | Disputándose      | Disputándose      | Disputándose      |
| Fuentes:  |                                                           |                                 |                   |                   |                   |                   |                   |                   |                   |

- † Gelael fue piloto invitado, no era apto para puntuar.

## Resultados

### Campeonato Europeo de Fórmula 3 de la FIA
(Clave) (negrita indica pole position) (cursiva indica vuelta rápida)

| Año  | Equipo          | 1        | 2        | 3        | 4        | 5        | 6         | 7        | 8         | 9         | 10       | 11       | 12        | 13       | 14       | 15        | 16        | 17       | 18       | 19       | 20       | 21       | 22       | 23       | 24       | 25        | 26        | 27        | 28       | 29       | 30        | 31       | 32       | 33      | Pos. | Puntos |
| ---- | --------------- | -------- | -------- | -------- | -------- | -------- | --------- | -------- | --------- | --------- | -------- | -------- | --------- | -------- | -------- | --------- | --------- | -------- | -------- | -------- | -------- | -------- | -------- | -------- | -------- | --------- | --------- | --------- | -------- | -------- | --------- | -------- | -------- | ------- | ---- | ------ |
| 2013 | Double R Racing | MNZ 1 14 | MNZ 2 16 | MNZ 3 17 | SIL 1 24 | SIL 2 16 | SIL 3 18† | HOC 1 21 | HOC 2 27  | HOC 3 Ret | BRH 1 23 | BRH 2 22 | BRH 3 Ret | RBR 1 22 | RBR 2 17 | RBR 3 20† | NOR 1 Ret | NOR 2 21 | NOR 3 15 | NÜR 1 20 | NÜR 2 18 | NÜR 3 13 | ZAN 1 17 | ZAN 2 20 | ZAN 3 20 | VAL 1 Ret | VAL 2 21  | VAL 3 Ret | HOC 1 25 | HOC 2 24 | HOC 3 13  |          |          |         | 28.º | 0      |
| 2014 | Carlin          | SIL 1 15 | SIL 2 20 | SIL 3 NC | HOC 1 13 | HOC 2 20 | HOC 3 22  | PAU 1 10 | PAU 2 Ret | PAU 3 Ret | HUN 1 10 | HUN 2 21 | HUN 3 13  | SPA 1 18 | SPA 2 13 | SPA 3 13  | NOR 1 9   | NOR 2 17 | NOR 3 6  | MSC 1 17 | MSC 2 17 | MSC 3 11 | RBR 1 12 | RBR 2 7  | RBR 3 10 | NÜR 1 16  | NÜR 2 21† | NÜR 3 11  | IMO 1 10 | IMO 2 16 | IMO 3 Ret | HOC 1 10 | HOC 2 18 | HOC 3 8 | 18.º | 25     |

- † El piloto no acabó la carrera, pero se clasificó al completar el 90% de la distancia total.

### Fórmula Renault 3.5 Series
(Clave) (negrita indica pole position) (cursiva indica vuelta rápida)

| Año  | Equipo | 1         | 2        | 3       | 4        | 5        | 6        | 7         | 8         | 9         | 10        | 11       | 12       | 13       | 14       | 15       | 16       | 17      | Pos. | Puntos |
| ---- | ------ | --------- | -------- | ------- | -------- | -------- | -------- | --------- | --------- | --------- | --------- | -------- | -------- | -------- | -------- | -------- | -------- | ------- | ---- | ------ |
| 2015 | Carlin | ALC 1 Ret | ALC 2 15 | MON 1 8 | SPA 1 15 | SPA 2 12 | HUN 1 15 | HUN 2 Ret | RBR 1 Ret | RBR 2 Ret | SIL 1 Ret | SIL 2 10 | NÜR 1 15 | NÜR 2 16 | BUG 1 16 | BUG 2 17 | JER 1 16 | JER 2 9 | 19.º | 7      |

### GP2 Series
(Clave) (negrita indica pole position) (cursiva indica vuelta rápida puntuable)

| Año  | Escudería               | 1   | 1   | 2   | 2   | 3   | 3   | 4   | 4   | 5   | 5   | 6   | 6   | 7   | 7   | 8   | 8   | 9   | 9   | 10  | 10  | 11  | 11  | Pos. | Puntos | Ref.   |
| ---- | ----------------------- | --- | --- | --- | --- | --- | --- | --- | --- | --- | --- | --- | --- | --- | --- | --- | --- | --- | --- | --- | --- | --- | --- | ---- | ------ | ------ |
| 2015 | Carlin                  | SAK | SAK | BAR | BAR | MON | MON | SPI | SPI | SIL | SIL | BUD | BUD | SPA | SPA | MNZ | MNZ | SOC | SOC | SAK | SAK | YMC | YMC | 30.º | 0      | [ 24 ] |
| 2015 | Carlin                  |     |     |     |     |     |     |     |     |     |     | 18  | 20  | 20  | 21  |     |     | 19  | 20  | 23  | 15  | Ret | C   | 30.º | 0      | [ 24 ] |
| 2016 | Pertamina Campos Racing | BAR | BAR | MON | MON | BAK | BAK | SPI | SPI | SIL | SIL | BUD | BUD | HOC | HOC | SPA | SPA | MNZ | MNZ | KUA | KUA | YMC | YMC | 15.º | 24     | [ 25 ] |
| 2016 | Pertamina Campos Racing | 17  | 13  | 13  | Ret | 7   | Ret | 2   | Ret | 21  | 18  | 22  | 10  | Ret | Ret | 18  | 15  | DSQ | 16  | 16  | Ret | Ret | 21  | 15.º | 24     | [ 25 ] |

### European Le Mans Series
| Año  | Equipo     | Clase | Chasis              | Motor                  | 1     | 2   | 3   | 4   | 5   | 6   | Pos. | Puntos |
| ---- | ---------- | ----- | ------------------- | ---------------------- | ----- | --- | --- | --- | --- | --- | ---- | ------ |
| 2016 | SMP Racing | LMP2  | BR Engineering BR01 | Nissan VK45DE 4.5 L V8 | SIL 5 | IMO | RBR | LEC | SPA | EST | 24.º | 10     |

### Campeonato Mundial de Resistencia de la FIA
(Clave) (negrita indica pole position) (cursiva indica vuelta rápida)

| Año   | Escudería                 | Clase | Automóvil           | 1   | 2   | 3   | 4   | 5   | 6   | 7   | 8   | 9   | Pos. | Puntos | Ref.   |
| ----- | ------------------------- | ----- | ------------------- | --- | --- | --- | --- | --- | --- | --- | --- | --- | ---- | ------ | ------ |
| 2016  | Extreme Speed Motorsports | LMP2  | Ligier JS P2-Nissan | SIL | SPA | LMS | NÜR | MEX | COA | FUJ | SHA | BHR | 12.º | 40     | [ 26 ] |
| 2016  | Extreme Speed Motorsports | LMP2  | Ligier JS P2-Nissan |     |     |     |     |     |     | 4   | 2   | 5   | 12.º | 40     | [ 26 ] |
| 2021* | Jota                      | LMP2  | Oreca 07-Gibson     | SPA | POR | MNZ | LMS | FUJ | BHR |     |     |     | 3.º  | 15     | [ 27 ] |
| 2021* | Jota                      | LMP2  | Oreca 07-Gibson     | 3   |     |     |     |     |     |     |     |     | 3.º  | 15     | [ 27 ] |

- * Temporada en progreso.

### Campeonato de Fórmula 2 de la FIA
(Clave) (negrita indica pole position) (cursiva indica vuelta rápida puntuable)

| Año  | Escudería                       | 1    | 1    | 2    | 2    | 3   | 3   | 4    | 4    | 5    | 5    | 6   | 6   | 7   | 7   | 8   | 8   | 9   | 9   | 10  | 10  | 11   | 11   | 12   | 12   | Pos. | Puntos | Ref.   |
| ---- | ------------------------------- | ---- | ---- | ---- | ---- | --- | --- | ---- | ---- | ---- | ---- | --- | --- | --- | --- | --- | --- | --- | --- | --- | --- | ---- | ---- | ---- | ---- | ---- | ------ | ------ |
| 2017 | Pertamina Arden                 | SAK  | SAK  | BAR  | BAR  | MON | MON | BAK  | BAK  | SPI  | SPI  | SIL | SIL | BUD | BUD | SPA | SPA | MNZ | MNZ | JER | JER | YMC  | YMC  |      |      | 15.º | 17     | [ 28 ] |
| 2017 | Pertamina Arden                 | 17   | 17   | 15   | 16   | 13  | 12  | 14   | 10   | 10   | 11   | 9   | 16  | 14  | 10  | 15  | 17  | 5   | 6   | 16  | 16  | 15   | 14   |      |      | 15.º | 17     | [ 28 ] |
| 2018 | PERTAMINA PREMA Theodore Racing | SAK  | SAK  | BAK  | BAK  | BAR | BAR | MON  | MON  | LEC  | LEC  | SPI | SPI | SIL | SIL | BUD | BUD | SPA | SPA | MNZ | MNZ | SOC  | SOC  | YMC  | YMC  | 15.º | 29     | [ 29 ] |
| 2018 | PERTAMINA PREMA Theodore Racing | 7    | 16   | 10   | Ret  | Ret | 6   | 2    | Ret  | Ret  | 18   | 13  | Ret | Ret | 15  | 13  | 11  | 16  | Ret | 11  | Ret | DNS  | 12   | 17   | Ret  | 15.º | 29     | [ 29 ] |
| 2019 | PREMA Racing                    | SAK  | SAK  | BAK  | BAK  | BAR | BAR | MON  | MON  | LEC  | LEC  | SPI | SPI | SIL | SIL | BUD | BUD | SPA | SPA | MNZ | MNZ | SOC  | SOC  | YMC  | YMC  | 17.º | 15     | [ 11 ] |
| 2019 | PREMA Racing                    | Ret  | 10   | 6    | 8    | 9   | 9   | Ret  | 15   | Ret  | 17   | 16  | 12  | WD  | WD  | 15  | 17  | C   | C   | 9   | Ret | 11   | 7    | 17   | Ret  | 17.º | 15     | [ 11 ] |
| 2020 | DAMS                            | SPI1 | SPI1 | SPI2 | SPI2 | BUD | BUD | SIL1 | SIL1 | SIL2 | SIL2 | BAR | BAR | SPA | SPA | MNZ | MNZ | MUG | MUG | SOC | SOC | SAK1 | SAK1 | SAK2 | SAK2 | 21.º | 3      | [ 13 ] |
| 2020 | DAMS                            | Ret  | Ret  | 10   | 7    | 17  | 12  | 15   | Ret  | Ret  | DNS  | 19† | DNS |     |     |     |     |     |     |     |     | 13   | 14   | 19   | 17   | 21.º | 3      | [ 13 ] |

### Fórmula 1
(Clave) (negrita indica pole position) (cursiva indica vuelta rápida)

| Año     | Escudería                 | 1   | 2   | 3   | 4   | 5   | 6   | 7   | 8   | 9   | 10  | 11  | 12  | 13  | 14     | 15     | 16  | 17     | 18     | 19  | 20  | 21  | Pos. | Puntos |
| ------- | ------------------------- | --- | --- | --- | --- | --- | --- | --- | --- | --- | --- | --- | --- | --- | ------ | ------ | --- | ------ | ------ | --- | --- | --- | ---- | ------ |
| 2017    | Scuderia Toro Rosso       | AUS | CHN | BHR | RUS | ESP | MON | CAN | AZE | AUT | GBR | HUN | BEL | ITA | SIN TD | MYS TD | JPN | USA TD | MEX TD | BRA | ABU |     | –    | –      |
| 2018    | Red Bull Toro Rosso Honda | AUS | BHR | CHN | AZE | ESP | MON | CAN | FRA | AUT | GBR | GER | HUN | BEL | ITA    | SIN    | RUS | JPN    | USA TD | MEX | BRA | ABU | –    | –      |
| Fuente: |                           |     |     |     |     |     |     |     |     |     |     |     |     |     |        |        |     |        |        |     |     |     |      |        |